# حشره‌خوارهای خرطومی
حشره‌خوارهای خرطومی (نام علمی: Rhynchocyon) نام یک سرده از راسته حشره‌خوار جهنده است.

## گونه ها
- Golden-rumped elephant shrew, Rhynchocyon chrysopygus
- Checkered elephant shrew, Rhynchocyon cirnei
- Black and rufous elephant shrew, Rhynchocyon petersi
- Grey-faced sengi, Rhynchocyon udzungwensis [۱]